# Pothos brevistylus
Pothos brevistylus är en kallaväxtart som beskrevs av Adolf Engler. Pothos brevistylus ingår i släktet Pothos och familjen kallaväxter. Inga underarter finns listade.